# Helius longirostris
Helius longirostris är en tvåvingeart som först beskrevs av Johann Wilhelm Meigen 1818.  Helius longirostris ingår i släktet Helius och familjen småharkrankar. Arten är reproducerande i Sverige.

## Underarter
Arten delas in i följande underarter:
- H. l. longirostris
- H. l. ussuriensis